# 釧路の夜
『釧路の夜』（くしろのよる）は、1968年7月1日に発売された美川憲一の11作目のシングル。 

## 解説
- 本楽曲は「柳ヶ瀬ブルース」、「新潟ブルース」と並ぶ、美川憲一のご当地ソングシリーズのヒット曲として名高い。作詞・作曲は「柳ヶ瀬ブルース」と同じ宇佐英雄である。売上枚数は44.5万枚。本楽曲で美川は第19回NHK紅白歌合戦（1968年）に初出場を果たす。
- 本楽曲をモチーフとして、1968年に松竹により井上梅次がメガホンを執り、栗塚旭主演にて同名タイトルの映画を製作・公開した。この映画には美川自身も歌手役で出演している。舞台となった北海道釧路市の幣舞橋袂に、『釧路の夜』歌碑が建立されている[1]。

## 収録曲
1. 釧路の夜 (3分47秒)
作詞・作曲：宇佐英雄／編曲：井上忠也
2. 女のつよがり (3分48秒)
作詞：杉本好美／作曲・編曲：井上忠也

## カバー
- 五木ひろし（アルバム「長崎・よこはま・みなと唄」収録）
- 山川豊（「ヒットカバー名曲集」収録）

## 映画
- 1968年、9月4日公開、92分、製作松竹、日本クラウン、西郷輝彦も本人役で出演。
  - 監督 : 井上梅次 、 脚本 : 藤波敏郎、音楽 : 広瀬健次郎
  - 出演 栗塚旭、城野ゆき、美川憲一、小林勝彦、朝丘雪路、渡辺文雄、今井健二、西郷輝彦など。